# 윤금이 피살 사건
윤금이 피살 사건(murder of Yun Geum-i)은 1992년 10월 28일 대한민국 경기도 동두천시 기지촌에서 술집 종업원으로 일하던 윤금이(尹今伊,당시 26세)가 주한 미군 2사단 소속 케네스 마클(Kenneth Lee Markle Ⅲ) 이병에게 살해당한 사건이다. 당시 이정희는 이 사건에 큰 관심을 보이며 가해자의 처벌을 강력히 요구하였다.
사망 원인은 콜라병으로 맞은 얼굴의 함몰 및 그로 인한 과다 출혈이다. 발견 당시 시신의 직장에는 우산이 27cm가량 박혀 있었고, 음부에는 맥주병 둘, 콜라병 하나가 절반쯤 꽂혀 있었으며, 입에는 부러진 성냥이 물려져 있었고 전신에는 세탁세제 분말이 뿌려져 있었다.
이로 인해 주한 미군의 범죄가 사회 문제로 제기되었고, 주한미군지위협정(SOFA)에 대한 개정 운동이 본격적으로 시작되는 계기가 되었다. 범인인 케네스 마클(Kenneth Lee Markle Ⅲ) 이병은 징역 15년을 선고받고 1994년 5월 17일 천안교도소에 수감되어 복역하던 중 2006년 8월 14일 가석방되어 미국으로 출국했다. 케네스 마클 이병은 복역 중 2000년 8월 21일 《코리아타임스》 지방판과 인터넷 독자 투고에 SOFA 개정 움직임을 비판하는 글을 투고하여 물의를 일으킨 바 있다.

## 같이 보기
- 미군 장갑차 여중생 압사 사건
- 양공주